# Zoom (Electric Light Orchestra)
Zoom è il tredicesimo album in studio del gruppo musicale rock britannico Electric Light Orchestra, pubblicato nel 2001. 
Si tratta del primo album in studio dopo Balance of Power (1986).

## Tracce
1. Alright – 3:13
2. Moment in Paradise – 3:36
3. State of Mind – 3:04
4. Just for Love – 3:40
5. Stranger on a Quiet Street – 3:41
6. In My Own Time – 3:03
7. Easy Money – 2:50
8. It Really Doesn't Matter – 3:20
9. Ordinary Dream – 3:23
10. A Long Time Gone – 3:15
11. Melting in the Sun – 3:10
12. All She Wanted – 3:14
13. Lonesome Lullaby – 4:02